# La Sotana
La Sotana és un programa d'humor irreverent sobre el Barça i el món del futbol que s'emet setmanalment en format radiofònic. El programa, d'una hora de durada, està produït i moderat pel gironí Andreu Juanola, amb els comentaris de Manel Vidal Boix, Joel Díaz i Modgi, i amb Enric Gusó com a tècnic de so.

## El programa
La Sotana s'emet els dilluns de deu a onze de la nit. Consta d'una tertúlia sobre l'actualitat esportiva i diverses seccions en clau d'humor. Habitualment hi participen convidats de l'entorn blaugrana, del món del periodisme esportiu o humoristes.
Entre els convidats que han aparegut al programa hi ha el president del Futbol Club Barcelona Joan Laporta, periodistes com Jordi Basté, Raül Llimós, Maria Fernández Vidal, Xavier Aldekoa, Danae Boronat, Santi Giménez, Ramon Besa, Ricard Torquemada o Sergi Pàmies; exdirectius del Barça com Toni Freixa, Alfons Godall o Elena Fort; el precandidat a la presidència del Barça Víctor Font; humoristes com Jair Domínguez; músics com David Carabén o Maria Escarmiento i exfutbolistes com Jofre Mateu, Fran González, Damià Abella, Julio Salinas o Samuel Okunowo. L'any 2021, van començar la temporada convidant al futbolista Gerard Piqué.

## Història

### Inicis i salt a la ràdio
El programa emana de les videotrucades que feien per Skype un grup d'amics on comentaven l'actualitat futbolística. Els inicis del programa, l'any 2014, se situen a l'emissora local Ona de Sants de Barcelona. Amb els anys la seva popularitat va anar creixent fins que el periodista Sique Rodríguez els fitxà al programa Què t'hi jugues de SER Catalunya perquè fessin una secció on puntuaven els jugadors del Barça, anomenada «1x1», que fins aleshores La Sotana penjava a Twitter. L'èxit de la secció va fer que l'emissora els contractés per presentar el programa els dijous d'onze a dotze de la nit. La seva trajectòria al programa, però, va ser breu ja que se'ls va expulsar de la cadena. Un dels presumptes motius pels quals se'ls va fer fora va ser un rap en què van fer de befa del director de Mundo Deportivo, Santi Nolla. Van tornar a emetre el programa per Ona de Sants fins que el setembre del 2018 els fitxà la ràdio pública de Barcelona, Betevé.

### Pas per Betevé
La durada del programa a Betevé va ser també efímera. Van començar a emetre el 2018 sense cobrar i ràpidament va passar a ser un dels programes de més èxit, essent el tercer més vist des de la web de Betevé, els podcasts més escoltats (representant el 80% del consum de podcasts de Betevé) i passant a ser el contingut més vist del canal de Youtube d'aquest canal de televisió pública, tal indica l'informe públic del setembre del 2018. No obstant això, el 9 de gener del 2019 el programa va ser cancel·lat. Un dels motius que es van donar des de la cadena pública fou pels acudits lesius vers el pilot Isidre Esteve. Un dia després el Reial Club Deportiu Espanyol de Barcelona va emetre un comunicat demanant la supressió del programa per befes als seus seguidors. Tanmateix, els membres de l'equip de La Sotana apuntaren a pressions de la directiva del Futbol Club Barcelona a la direcció de l'emissora pública per una nadala satírica que van dedicar al president del Barça Josep Maria Bartomeu. El programa tornà el dilluns següent a través del seu canal de YouTube emetent des de la Casa de Gràcia de Barcelona.

### Desvinculació dels mitjans de comunicació: micromecenatge
D'ençà de la suspensió del programa a Betevé, el programa ha seguit el seu curs desvinculat de qualsevol mitjà de comunicació públic o privat, gràcies al micromecenatge que rep dels seus oients i seguidors a través del lloc web Patreon. Els mecenes poden gaudir en exclusivitat del directe del programa el dilluns a la nit, així com de les retransmissions d'alguns partits. Per a la resta d'oients, l'àudio del programa és penjat al servidor gratuït d'emmagatzematge de podcasts Ivoox el dimarts, i el dimecres el programa en vídeo és penjat al canal de Youtube.

### Gran enciclopèdia del Barça
El 8 de març de 2023, els integrants del programa van publicar el llibre Gran enciclopèdia del Barça amb l'editorial Blackie Books. L'èxit va arribar per la diada de Sant Jordi, quan es va posicionar com el llibre més venut de no ficció en català, segons el gremi de llibreters de Catalunya.

## Premis i reconeixements
El 2025, el programa va ser nominat als Premis CRIT en la categoria d'entreteniment.